# Tall Tawil (Aleppo)
Tall Tawil (arab. تل طويل) – wieś w Syrii, w muhafazie Aleppo, w dystrykcie Afrin. W 2004 roku liczyła 211 mieszkańców.